# Donkey Konga 3
Donkey Konga 3 (Japans: ドンキーコンガ３　食べ放題！春もぎたて５０曲♪") is het tweede vervolg op Donkey Konga en de opvolger van Donkey Konga 2 en werd op 17 maart 2005 exclusief uitgebracht in Japan op de Nintendo GameCube. In het spel moet de speler met behulp van de DK Bongo's trommelen op het ritme van verschillende liedjes. Op het einde van het nummer worden alle juiste slagen opgeteld en omgezet in punten waarmee nieuwe liedjes kunnen worden vrijgespeeld.

## Speelbare personages
- Donkey Kong
- Diddy Kong
- Dixie Kong
- Funky Kong

Lijst van Donkey Kong-spellen